# توماس يونغ (سياسي)
توماس يونغ (بالإنجليزية: Thomas Young)‏ هو سياسي بريطاني وأسترالي (وحمل سابقاً جنسية المملكة المتحدة لبريطانيا العظمى وأيرلندا)، ولد في 16 أكتوبر 1813، وتوفي في 10 ديسمبر 1904 في أستراليا. في 1857 South Australian colonial election ‏، انتخب عضو مجلس النواب جنوب أستراليا من الجمعية عن دائرة Electoral district of Noarlunga ‏ وقد انضم خلال فترته النيابية ‏ (9 مارس 1857 – 22 مارس 1860)  للكتلة البرلمانية مستقل.